# Аноним

Изображение человека без лица, часто иллюстрирующее анонима

Анони́м (от др.-греч. ἀνώνυμος — безымянный, неизвестный) — автор, скрывший своё имя.

## Общая характеристика анонимности
Значение слова «аноним» различно для различных видов (широко понимаемого) текста. Анонимными могут быть произведения искусства (литературные сочинения, музыкальные пьесы, артефакты изобразительного искусства и т. п.) и научные труды (например, анонимные музыкально-теоретические трактаты). Следует отличать намеренную анонимность как, например, принцип сознательного отношения автора к собственному «личному вкладу» в науку/искусство (характерного для мировоззрения средневекового монаха-христианина) от прозаической вынужденной анонимности (когда автора невозможно установить, например, по причине утраты титульного листа старинной рукописи или автору приходится скрывать своё отношение к сочинённому им). Анонимность произведения искусства и/или научного труда затрудняет идентификацию такого текста. Разнобой в идентификационных критериях («ярлыках» науки, которые учёные прикрепляют к анониму), приводит к тому, что одно и то же произведение может идентифицироваться по-разному и, наоборот, два разных анонимных текста могут получать в науке одинаковые идентификационные ярлыки.
В повседневной жизни анонимными могут быть утилитарные сообщения — письма, пасквили, доносы и т. п. Применительно к утилитарным сообщениям, «анонимным» считается любое неподписанное послание (в разговорной речи — «анонимка»). Главным критерием является невозможность точно установить личность писавшего.

## Анонимность в литературе
В литературе анонимным называется литературное произведение, автор которого не выставил своего имени.
Для средневековой литературы нехарактерны современные понятия о литературной собственности — находящиеся в культурном обороте сочинения свободно видоизменялись и компилировались, подобно текстам в фольклоре. С этим и связано отсутствие указания индивидуального авторства произведений.
В новое время роль обобщённых закономерностей литературного жанра уступает в творчестве индивидуальному авторскому стилю. Анонимность в эту эпоху скорее была характерна для политизированной подпольной литературы, распространяемой помимо цензуры. В художественной же литературе преобладало рассоединение имени истинного автора и его произведений путём псевдонимизации.
В западноевропейских литературах заслуживают внимания следующие библиографические словари, перечисляющие неподписанные произведения получивших известность авторов:
- во Франции
  - Барбье, «Dictionnaire des ouvrages anonymes et pseudonymes» (3-е издание, 4 т., Париж 1872);
  - Демана, «Nouveau dictionnaire des ouvrages anonymes et pseudonymes» (Лион, 1862);
- в Италии
  - Мельи в «Dizionario di opere anonime e pseudonime di scrittori italiani» (3 т., Милан, 1848—59);
- в Бельгии
  - «Essai d’un dictionnaire des ouvr ages anonymes et pseudonymes publiés en Belgique au XIX siè cle» (Брюссель, 1863);
- в Голландии
  - Ван Дорнинка, «Bibliotheek van nederlandsche anonymes en pseudonymen» (Гаага, 1867—70).

Старинные сборники этого рода:
- Плакциуса, «De scriptis et scriptoribus anonymis et pseudonymis syntagma» (Гамбург, 1674);
- его же «Theatrum anonymorum et pseudonymorum» (Гамбург, издание Фабрициуса, 1708) и
- принадлежащие к тому же сборнику дополнения Милиуса «Bibliotheca anonymorum et pseudonymorum, adsuplendum Placcii Theatrum» (Гамбург, 1740 г.).

## Анонимность в музыке
Многие музыкальные сочинения до эпохи Возрождения (а нередко и в указанную эпоху) анонимны. Прежде всего, это касается средневековой культовой музыки — григорианского хорала католиков и церковной монодии православных (на Руси и в Византии). Анонимны многие труды о музыке, созданные в те же века. В ряде случаев музыкальные сочинения, ранее считавшиеся авторскими, в результате научных изысканий становятся анонимными, реже случается наоборот (анонимный трактат находит автора). Анонимизация музыкальной пьесы приводит к уменьшению её общественной популярности, к тому, что музыканты более редко такую (анонимную) пьесу исполняют (что́, возможно, объясняется современными аксиологическими стереотипами «личного вклада в искусство»).

## Анонимность в искусстве
Монограммисты —  анонимные художники, произведения которых подписаны монограммами. Наиболее распространены были в XV-XVII веках.
Неизвестные художники, в истории искусств, фигурируют как правило под прозвищами «мастер», например Мастер Орозия, Мастер M. S., Мастер Часослова Бедфорда,  Мастер E. S. и т.д.